# 신주쿠 소란
신주쿠 소란 사건(일본어: 新宿騒乱)은 1968년 10월 21일 신주쿠역에서 발생한 대규모 시위 사건이다.

## 발단
사건이 일어난 10월 21일은 국제 반전의 날로, 이 날에는 베트남 전쟁에 반대하는 반전단체들이 곳곳에서 시위를 벌이고 있었다. 신좌파도 예외는 아니라서 1967년 8월 8일 미군의 일본 미군 연료수송열차 사고를 파악한 이후 "신주쿠의 미국에 대한 투쟁"을 선포한 후 신주쿠역에서 대규모 시위를 계획하고 있었다. 이 시위는 소요죄(현재는 소란죄로 명칭이 바뀜)이 적용되었지만, "소요죄를 각오하고 싸울 것이다"라고 말하는 등 처음부터 소요죄 적용을 각오하고 일으키고 있었다.
사건 전날인 20일, 신주쿠 역 동쪽 출구에서 베트남에 평화를! 시민연합과 국제문화회의를 주축으로 하는 거리 시국 강연회가 있었으며, 일본의 작가이자 반전주의자인 오다 마코토가 시위를 하고 있었지만 합법적으로 신고한 것으로써 처벌받지는 않았다. 반면, 신좌익은 10월 8일 "하나다 투쟁 10주년" 시위 이후 연료수송열차 이동 방해를 위한 중핵파, 전학련, ML파들이 신주쿠 역 구내에 침입하여 144명이 체포되었고, 이후에도 2차례의 소란이 있었다.

## 전개
1968년 10월 21일, 중핵파, ML파, 제4 인터네셔널 등이 메이지 공원의 히바야 야외 음악당에 집회를 연 이후, 각목 등으로 무장한 사람들 2000명이 잇달아 신주쿠 역에 집결했고, 기동대도 나타났다.
오후 8시, 신주쿠 역 동쪽 출구 광장에서 궐기 대회를 연 이후, 역 구내로 침입하기 시작했다. 전철의 시트를 제거하고 장작 대신 불을 붙여 남쪽 출구를 불태웠다. 또한, 정차중인 전차와 신호등 등 구내 시설에 돌을 던졌다.
이 소란 사건은 시위대의 몇 배 더 많은 숫자의 구경꾼들 약 20,000명이 모이면서 시위가 확산되며 구내가 파괴되었다. 신주쿠 역과 이어졌던 일본국유철도의 교통이 완전히 마비되어 통학생 및 통근 시민 150만명이 영향을 받은 것으로 추측하고 있다.
일본 정부는 다음날인 10월 22일 오전 0시 15분 소요죄 적용을 결정하고 743명을 체포했다. 기차 운행은 오전 10시까지 취소되었다. 다음해인 1969년 10월 21일 국제 반전의 날 투쟁에서도 신좌파 학생 수백명이 역에 침입하여 시위를 일으켰다.

## 기타
당시 기동대원이었던 와카모토 노리오는 기동대의 최전방에서 공방전에 참여하기도 했다.

## 같이 보기
- 신주쿠역
- 일본 경시청
- 일본의 신좌파
- 국제 반전의 날
- 1969년 10월 21일 국제 반전의 날 투쟁
- 베트남 전쟁

## 참고 문헌
- (일본어)『過激派事件簿40年史』立花書房、2001년
- (일본어) 事件犯罪研究会編『明治・大正・昭和・平成 事件・犯罪大事典』東京法経学院出版、2002년
- (일본어) 原武史『「鉄学」概論　車窓から眺める日本近現代史』新潮文庫　2011년